# Magneuptychia lea
Espèce
Magneuptychia lea est une espèce d'insectes lépidoptères (papillons) de la famille des Nymphalidae, de la sous-famille des Satyrinae et du genre Magneuptychia.

## Dénomination
Magneuptychia lea a été décrit par Pieter Cramer en 1780 sous le nom initial de Papilio lea.

### Sous-espèces
- Magneuptychia lea lea ; présent au Surinam et en Guyane
- Magneuptychia lea philippa (Butler, 1867) ; présent au Brésil[1].

## Description
Magneuptychia lea est un papillon au dessus marron suffusé de bleu-vert et au revers beige rayé d'ocre. Sur le revers deux discrets petits ocelles marquent l'apex des ailes antérieures et les ailes postérieures sont ornées d'une ligne submarginale d'ocelles noirs pupillés de bleu cernés de jaune de tailles diverses .

## Écologie et distribution
Magneuptychia lea est présent au Brésil, au Surinam et en Guyane,.

### Protection
Pas de statut de protection particulier.